# NGC 7538
NGC 7538 (другое обозначение — LBN 542) — эмиссионная туманность в созвездии Цефей.
Этот объект входит в число перечисленных в оригинальной редакции «Нового общего каталога».